# Želva smuteční
Želva smuteční (Rhinoclemmys funerea) je druh želvy z rodu Rhinoclemmys a čeledi batagurovití.
Červený seznam IUCN tento druh klasifikuje jako téměř ohrožený taxon. Nemá žádné poddruhy.

## Výskyt
Želva se vyskytuje v Střední Americe, v oblasti od Hondurasu k Panamě.